# Wellmann Oszkár
Wellmann Oszkár, születési nevén Wellmann Oszkár Vilmos (Szászrégen, 1876. október 8. – Budapest, 1943. május 4.) állatorvos, állattenyésztési szakember, egyetemi tanár, a Magyar Tudományos Akadémia rendes tagja. Korszerű, kísérletes biológiai kutatási módszerek alapján – gyakran Marek Józseffel és Urbányi Lászlóval közösen – leírta az állati szervezet ásványianyag-forgalmának biokémiai alapjait, s tudományos eredményeivel hozzájárult a hazai takarmányozási módszerek okszerűbbé válásához. Ugyancsak nevéhez fűződik a szarvasmarha-törzskönyvezés tudományos alapjainak kidolgozása és országos bevezetése. Három évtizeden keresztül, 1910-től haláláig állt az Állatorvosi Főiskola állattenyésztési tanszékének élén. Munkásságával és életművével nagyban hozzájárult ahhoz, hogy az állattenyésztéstan az állatorvosképzés fontos része legyen.
Wellmann Imre (1909–1994) történész apja.

## Életútja
Wellmann György és Schuster Terézia fiaként született. Középiskoláit Budapesten végezte, majd felsőfokú tanulmányait az Állatorvosi Akadémián, illetve ezzel párhuzamosan a Budapesti Tudományegyetem orvosi karán kezdte meg. Állatorvosi oklevelét 1897-ben vette át, majd rövid időre körállatorvosként helyezkedett el Zsámbékon. 1897-től 1901-ig az Állatorvosi Akadémia (1899-től Főiskola) élettani intézetében dolgozott Tangl Ferenc mellett első tanársegédként. 1901-ben állatorvosi praxist nyitott Kaposváron, s itt dolgozott 1905-ig. Ezt követően a bécsi és a berlini mezőgazdasági főiskolákon képezte tovább magát, s a budapesti Állatorvosi Főiskolán 1907-ben állat-orvosdoktori oklevelet szerzett (az elsők között Magyarországon).
Ugyanebben az évben ismét a főiskolán helyezkedett el, ezúttal mint az állattenyésztés-tani tanszék segédtanára, Monostori Károly mellett. 1908–1909-ben Dánia, Franciaország, Hollandia, Nagy-Britannia, Svájc, Németország és Ausztria élettani, biokémiai és genetikai intézeteiben tett tanulmányutakat. Már 1908-ban kinevezték az akkor alakult főiskolai állattenyésztés-tani intézet vezetőjévé, 1910-ben pedig az állattenyésztéstan tanszékvezető rendes tanára lett tanszékén. Három tanévben (1918/19, 1924/25, 1930/31) a főiskola prorektori, 1931 és 1933 között rektori tisztét látta el. 1934-től mint nyilvános rendes tanár oktatott az önállóságát veszített állatorvosi főiskola állattenyésztés-tani tanszéken. Időközben a török és a perzsa kormányok meghívására 1932–1933-ban Törökországban, 1936-ban pedig Iránban szakértelmével és tanácsaival segítette, irányította a korszerű állattenyésztési üzemszervezet megteremtését. 1939-től 1941-ig tagja volt a felsőháznak, egyebek mellett az ő előterjesztésére iktatták törvénybe a tejelés-ellenőrzés és a törzskönyvezés egységesítését. Halálát agyiéreltömődés okozta. Felesége Biró Ágnes volt.

## Munkássága
Kutatásai elsősorban az állatélettan biokémiai és anyagforgalmi vonatkozásaira irányultak. Hazánkban az 1900-as évek második felétől elsőként végezte el az állati szervezet, főként a fiatal növendékállatok anyagforgalmában részt vevő kémiai elemek (kalcium, magnézium, foszfor stb.) kvantitatív elemzését, és határozta meg az energiaszükséglet, az anyagforgalom – különösképpen az ásványianyag-forgalom – összefüggéseit a hús- és zsírtermeléssel, a vitaminhiány-betegségekkel. Eleinte egyedül végezte vizsgálatait etetési, takarmányozási kísérleteken keresztül, később pedig a Marek József állatorvossal és Urbányi László vegyészmérnökkel kiegészült triász tagjaként érték el közös, szélesebb körű tudományos eredményeiket. Az 1930-as években – világszerte elismerést hozó – külön publikációkat, köztük egy monográfiát szenteltek az angolkór és a csontlágyulás anyagforgalmi okainak feltárására, s megállapították, hogy a kór – a korabeli feltételezésekkel szemben – nem a D-vitamin hiányára, hanem az állati szervezet mész- és foszforsavforgalmának zavarára vezethető vissza. A kórt megelőzendő állatfajonként meghatározták az ásványisó-bevitel optimális mennyiségét és arányát, és ennek figyelembevételével kidolgozták a jószágonkénti takarmányszükséglet alkáliföldfém-tartalmát (alkalitás). Eredményeikkel nagymértékben hozzájárultak az okszerűbb állattenyésztési és takarmányozási módszerek kidolgozásához és elterjesztéséhez, az angolkór megelőzéséhez.
Ezenkívül Wellmann foglalkozott a tejelés fiziológiai alapjaival és a tehéntej-felhasználás optimalizálásával, kidolgozta az itatásos borjúnevelés alapjait, vizsgálta a kancavemhesség időtartamának élettani okait, az ibolyántúli sugárzás és a vitaminok jelentőségét a takarmányozásban. Úttörő szerepet játszott az állathigiéniai kutatások hazai elindításában, különös figyelmet szentelt az akklimatizáció kérdéskörének. Behatóan foglalkozott az örökléstannal és annak alkalmazásával az állattenyésztésben, különösen a szarvasmarha-tartás területén. Eredményei alapján kidolgozta a korszerű, és az akkori nemzetközi példáktól tudományos alapon elszakadó szarvasmarha-törzskönyvezés, tenyészkiválasztási rendszer és a küllemi bírálat alapjait (1926), amely később mintául szolgált a nemzetközi szarvasmarha-törzskönyvezési szabvány és további állatfajok hazai törzskönyvezési eljárásához is.
Nevéhez fűződik egy hiánypótló áttekintés, az Általános tenyésztéstan megírása (1921; 1928-ban bővített kiadása is), ezenkívül közreműködött több állattenyésztés-tani, takarmányozási kézikönyv, tankönyv megírásában is. Állandó rovatvezetője volt a Köztelek című mezőgazdasági lapnak, szerkesztőbizottsági elnöke a Magyar Állattenyésztésnek. Az 1930-as években rendszeresen előadásokkal vett részt az évente megrendezett állatorvosi kongresszusokon.

### Társasági tagságai és elismerései
1936-ban a Magyar Tudományos Akadémia levelező, 1941-ben rendes tagjává választották. 1919-től tagja volt az Országos Állategészségügyi Tanácsnak. 1933-tól 1939-ig, majd 1941-től 1943-ig a Magyar Természettudományi Társulat mezőgazdasági szakosztályának alelnöke volt. Emellett ellátta az Országos Törzskönyvelő Bizottság elnöki (1934–1943), a Szarvasmarha-tenyésztő Egyesületek Országos Szövetségének alelnöki, az Országos Magyar Gazdasági Egyesület állattenyésztési és állat-egészségügyi szakosztályának társelnöki tisztét.
Az állattenyésztési eljárások fejlesztése terén elért érdemeiért 1936-ban a Signum Laudis kitüntetésben részesült.

### Főbb művei
- Általános állattenyésztéstan. Budapest: Pátria. 1921.
- Általános állattenyésztés: Küllemtan, egészségtan és takarmányozástan. Szerk. Szabó Lajos. Vác: Váci fegyintézet ny. 1923.
- Magyarország állattenyésztése I: Szarvasmarha-tenyésztés. Budapest: Országos Magyar Gazdasági Egyesület. 1926.
- Küllemtan: Egészségtan és takarmányozástan. Budapest: Lehel Bajtársi Egyesület. 1927.
- A rhachitis oktani, anyagforgalmi, kórfejlődéstani, kórbonctani és klinikai vonatkozásaiban I–II: Kísérletes és összehasonlító tanulmány. Budapest: (kiadó nélkül). 1930–1932.   (Marek Józseffel)
- Lótenyésztés. Budapest: Lehel Bajtársi Egyesület. 1933.
- A baromfi, szarvasmarha, juh, kecske, kutya és nyúl tenyésztése. Szerk. Romvári József–Tóth Béla. Budapest: Lehel Bajtársi Egyesület. 1938.